# Élection présidentielle guinéenne de 2003
Des élections présidentielles ont eu lieu en Guinée le 21 décembre 2003. Le président sortant Lansana Conté a remporté plus de 95,6 % des voix après que la plupart des partis d'opposition aient boycotté les élections.

## Candidats
Lansana Conté s'est présenté pour un nouveau mandat de sept ans malgré de graves problèmes de santé, dont le diabète, qui ont fait douter certains de sa capacité à continuer à être président.  Il a été désigné à l'unanimité comme candidat du Parti de l'unité et du progrès (PUP) au pouvoir en septembre 2003, mais il a déclaré qu'il ne participerait pas à la campagne. Les demandes de la coalition d'opposition du Front républicain pour le changement démocratique (FRAD) concernant la création d'une commission électorale indépendante et l'accès aux médias d'État n'ont pas été satisfaites par le gouvernement et, par conséquent, tous les principaux dirigeants de l'opposition ont choisi de boycotter l'élection. 
Bien que les principaux politiciens de l'opposition aient choisi de boycotter, six autres ont tenté de se présenter mais ont vu leur candidature rejetée en raison de détails techniques. Hormis Conté, un seul candidat a été autorisé à se présenter : Mamadou Bhoye Barry de l'Union pour le progrès national. Barry était connu comme un partisan et ami de Conté; en tant que vétérinaire, il s'est également occupé du bétail de Conté. Malgré sa santé défaillante, Conté a été officiellement certifié comme étant médicalement apte à se présenter comme candidat. 

## Résultats
Sans opposition sérieuse, Conté a été réélu par une majorité écrasante. Le taux de participation a été officiellement placé à 86%, malgré le boycott de l'opposition et le manque de concurrence ; cependant, FRAD a affirmé que le taux de participation était en fait inférieur à 15%. Conté a prêté serment pour son nouveau mandat de sept ans le 19 janvier 2004 et s'est engagé à lutter contre la corruption dans une émission télévisée à l'occasion.
| Candidat                  | Candidat                  | Parti                     | Voix      | %      |  |
| ------------------------- | ------------------------- | ------------------------- | --------- | ------ |  |
|                           | Lansana Conté             | PUP                       | 3 905 824 | 95,6 % |  |
|                           | Mamadou Bhoye Barry       | UNP                       | 178 395   | 4 %    |  |
|                           |                           |                           |           |        |  |
| Votes valides             |                           |                           |           |        |  |
| Votes blancs et invalides | Votes blancs et invalides | Votes blancs et invalides | 61 808    |        |  |
| Total                     |                           |                           |           |        |  |
| Abstention                |                           |                           |           |        |  |
| Electorat                 | Electorat                 | Electorat                 | 5 009 780 |        |  |